# 阿雷瓜
阿雷瓜（西班牙语：Areguá）是巴拉圭中央省的首府，距首都亚松森28公里，阿雷瓜的草莓很出名，每年都会举办一次“草莓节”。